# Monts Kuaiji
Les monts Kuaiji (chinois : 会稽山 ; pinyin : kuàijī shān) sont une chaîne de montagne de 100 km de long située à Shaoxing, dans la province du Zhejiang en République populaire de Chine.
Le plus haut sommet de cette chaîne, le Xianghu (chinois : 香炉峰 ; pinyin : xiānglú fēng), culmine à 355 mètres d'altitude.
Elle est la montagne du Sud des cinq grandes montagnes zhen (chinois : 五大镇山 ; pinyin : wǔ dà zhènshān ; litt. « Cinq grands villages de montagne ») de Chine.